# Villa María
Villa María è una città dell'Argentina, situata nella provincia di Córdoba, capoluogo del Dipartimento di General San Martín.

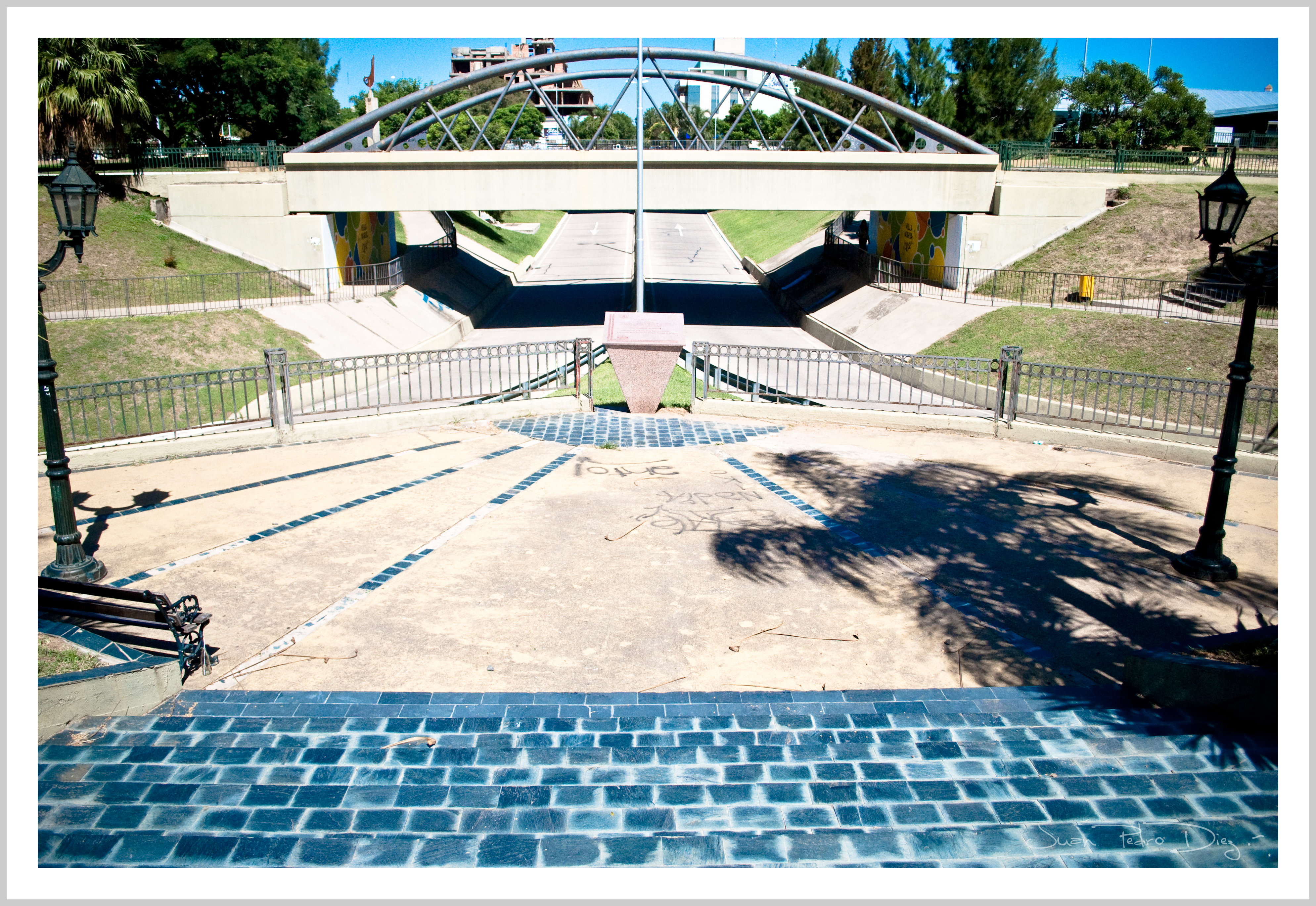
Sottolivello in Villa María.

## Amministrazione

### Gemellaggi
- Trebisacce
- Savigliano